# Lexie Brant
Lexie Brant (sinh ngày 12 tháng 11 năm 2003) là người mẫu và hoa hậu người Úc, người đã chiến thắng cuộc thi Hoa hậu Hoàn vũ Úc 2025. Cô sẽ đại diện cho Úc tại cuộc thi Hoa hậu Hoàn vũ 2025 được tổ chức tại Thái Lan.

## Tiểu sử
Brant sinh ra tại Brisbane, Queensland. Cô theo học ngành trị liệu nghề nghiệp và làm thư ký y khoa cho một bác sĩ phẫu thuật chỉnh hình.

## Cuộc thi sắc đẹp

### Hoa hậu Hoàn vũ Úc 2025
Vào ngày 4 tháng 2 năm 2025, cô được chọn vào vòng chung kết cấp tiểu bang Queensland cho cuộc thi Hoa hậu Hoàn vũ Úc 2025.
Vào ngày 26 tháng 3 năm 2025, cô đã tranh tài với 26 thí sinh khác trong vòng chung kết cấp tiểu bang Queensland của cuộc thi Hoa hậu Hoàn vũ Úc 2025 tại Lina Rooftop ở Brisbane. Cô được chọn là một trong bảy thí sinh vào vòng chung kết cấp quốc gia của tiểu bang.
Vào ngày 15 tháng 8 năm 2025, cô đã tranh tài với 29 thí sinh khác của cuộc thi Hoa hậu Hoàn vũ Úc 2025 tại CrownPerth ở Burswood, Tây Úc, nơi cô đã giành được danh hiệu và được kế nhiệm bởi Zoe Creed.

### Hoa hậu Hoàn vũ 2025
Vào ngày 21 tháng 11 năm 2025, cô sẽ đại diện cho Úc tại Hoa hậu Hoàn vũ 2025 và tranh tài với hơn 120 thí sinh khác tại Impact Challenger Hall ở Pak Kret, Nonthaburi, Thái Lan.